# Lasioglossum quadrisignatum
Lasioglossum quadrisignatum là một loài Hymenoptera trong họ Halictidae. Loài này được Schenck mô tả khoa học năm 1853.